# Symbole Unii Europejskiej

12 gwiazd Wspólnej Europy

Unia Europejska to gospodarczo-polityczny związek dwudziestu siedmiu demokratycznych krajów europejskich, będącym efektem wieloletniego procesu integracji politycznej, gospodarczej i społecznej. Jest zarazem największą i najprężniejszą organizacją tego typu na świecie. Posiada symbole, które przyjęte zostały podczas szczytu UE w Brukseli w 18 czerwca 2004 roku i zapisane w Traktacie Konstytucyjnym dla Unii Europejskiej. Ostatecznie, by nie sugerować, że UE jest superpaństwem – odstąpiono w Traktacie Reformującym od unijnych symboli Unii, jednak pozostają one aktualne dla państw członkowskich.

## Oficjalne symbole Unii Europejskiej

### Hymn
Oda do radości – finałowa kantata z IX Symfonii Ludwiga van Beethovena jest hymnem Unii Europejskiej. Z racji wielojęzycznego charakteru Unii hymn posiada jedynie wersję instrumentalną opracowaną przez Herberta von Karajana. Rada Europy w 1972 roku uznała Odę do radości za swój hymn. Poproszono jednocześnie Herberta von Karajana o aranżację monumentalnego dzieła Beethovena. Zostało ono zinstrumentowane na fortepian, instrumenty dęte i orkiestrę symfoniczną.

### Flaga
Flaga europejska przedstawia dwanaście nieodwracalnych złotych gwiazd rozłożonych w okręgu na chabrowym tle, symbolizuje jedność wszystkich obywateli Unii, których liczba nie zależy od liczby krajów członkowskich. Autorami byli hiszpański dyplomata Salvador de Madariaga y Rojo i francuski plastyk Arsène Heitz, przy czym za pierwotnego pomysłodawcę uznaje się Richarda Coudenhove-Kalergi.

### Dzień Europy
Dzień Europy obchodzony 9 maja we wszystkich państwach członkowskich od 1986 r. na pamiątkę ogłoszenia Deklaracji Roberta Schumana, dokumentu, który zapoczątkował proces jednoczenia Europy.

### Dewiza
Dewiza Unii Europejskiej – tj. motto Unii Europejskiej brzmiące w wersji łacińskiej In varietate concordia a ogłoszone na sesji Parlamentu Europejskiego 4 maja 2000 roku. W tłumaczeniu na język polski dewiza europejska brzmi Jedność w różnorodności lub Zjednoczona w różnorodności.

## Nieoficjalne symbole Unii Europejskiej

### Waluta
Znakiem graficznym euro jest grecka litera epsilon przecięta dwiema równoległymi liniami (€). Symbolizuje ona korzenie cywilizacji europejskiej, próby zintegrowania naszego kontynentu i zapewnienia stabilizacji wewnętrznej.

### Paszport
Paszport potwierdzający obywatelstwo jednego z państw Unii Europejskiej. Okładka w kolorze burgundzkiego wina.

### Domena internetowa
Domena internetowa .eu związana bezpośrednio z Unią Europejską. Uruchomienie jej nastąpiło 7 grudnia 2005 r. Początkowo uprawnione do rejestracji były tylko instytucje publiczne z Unii Europejskiej (w tym przypadku zastępuje ona domenę .eu.int) oraz organizacje posiadające prawa do znaków towarowych. Rejestracja jest dostępna dla wszystkich od 7 kwietnia 2006 r.